# January Weiner
January Weiner (ur. 6 września 1947 w Krakowie) – polski biolog, ekolog, profesor doktor habilitowany, zatrudniony był, w Instytucie Nauk o Środowisku Uniwersytetu Jagiellońskiego, gdzie kierował Zespołem Ekologii Ekosystemów. Obecnie emerytowany. Członek rzeczywisty Polskiej Akademii Nauk i członek czynny Polskiej Akademii Umiejętności. Specjalność naukowa: bioenergetyka, ekologia ekosystemowa, ekologia fizjologiczna i ewolucyjna.

## Życiorys
Ukończył biologię na Uniwersytecie Jagiellońskim. Jego zainteresowania badawcze obejmują ekologię fizjologiczną, bioenergetykę, ekologię ekosystemów, biogeochemię i biologię ewolucyjną. Odbył kilka dłuższych staży zagranicznych (m.in. w University of Wisconsin i University of Iowa, USA oraz Philipps-Universität w Marburgu, RFN - jako stypendysta Fundacji Humboldta). 
Jest autorem lub współautorem ok. 50 publikacji oryginalnych w czasopismach międzynarodowych oraz ok. 200 przyczynków, artykułów, monografii i książek, w tym podręcznika ekologii (1999 r., 2003 r.), a także praktycznego poradnika dotyczącego techniki pisania i prezentowania przyrodniczych prac naukowych (1990 r., 1998 r., 2003 r., 2009 r.). 
Był promotorem rozpraw doktorskich obecnych profesorów, Pawła Kotei i Ryszarda Laskowskiego.
Współpracował w organizacji ekologicznych programów i projektów badawczych europejskiej Fundacji Nauki. W KBN wielokrotnie uczestniczył w pracach sekcji specjalistycznych, dwukrotnie (2000 i 2004 r.) wybrany został członka zespołu P04 KBN, w ostatniej kadencji był przewodniczącym tego zespołu.
Od 2007 roku jest współprowadzącym nowatorskiego w skali europejskiej kursu ekologii tropikalnej na Uniwersytecie Jagiellońskim.

## Zatrudnienie
- Instytut Nauk o Środowisku UJ
- Komitet Biologii Ewolucyjnej i Teoretycznej PAN – Członek
- Komitet Ekologii PAN – Członek
- Komitet Narodowy do Spraw Współpracy z Europejską Fundacją Nauki (ESF) PAN – Członek
- Ministerstwo Nauki i Szkolnictwa Wyższego, Komisja Badań na Rzecz Rozwoju Nauki – Członek
- Ministerstwo Nauki i Szkolnictwa Wyższego, Zespół Roboczy - Nauki Przyrodnicze (ZR-3) – Przewodniczący
- Wydział II – Nauk Biologicznych PAN – Członek krajowy korespondent
- Wydział IV Przyrodniczy PAU – Członek krajowy czynny
- Zakład Badania Ssaków PAN – Przewodniczący Rady Naukowej

## Książki
- 2006: Życie i ewolucja biosfery. Podręcznik ekologii ogólnej, Warszawa: Wydawnictwo Naukowe PWN (wyd. drugie poprawione i unowocześnione), ISBN 83-01-14174-3.
- 2009: Technika pisania i prezentowania przyrodniczych prac naukowych. Przewodnik praktyczny, Warszawa: WN PWN (wyd. czwarte, zmienione).
- 2023: Jak powstało życie na Ziemi, współautor: January Weiner 3., Kraków: Copernicus Center Press, ISBN 978-83-7886639-8.